# Stefan Wolle

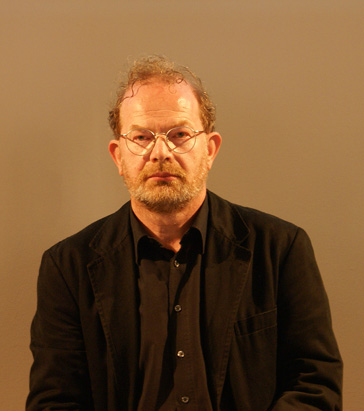
Stefan Wolle (2007)

Stefan Wolle (* 22. Oktober 1950 in Halle (Saale)) ist ein deutscher Historiker mit Schwerpunkt DDR-Forschung. Von 2005 bis 2024 war er wissenschaftlicher Leiter des DDR-Museums in Berlin.

## Leben
Wolle studierte Geschichte in Ost-Berlin. 1972 wurde er aus politischen Gründen von der Humboldt-Universität zu Berlin relegiert und arbeitete als Hilfsarbeiter. Anschließend setzte er von 1973 bis 1976 sein Studium fort. Von 1976 bis 1989 war er wissenschaftlicher Mitarbeiter an der Akademie der Wissenschaften der DDR. 1984 wurde er dort mit der Dissertation Der Beitrag deutscher Historiker zur Erforschung der altrussischen Geschichte zu Beginn des 19. Jahrhunderts (1801–1815) promoviert.
Nach dem Fall der Mauer wurde er Sachverständiger für die Stasi-Akten am Runden Tisch, Mitarbeiter des Komitees für die Auflösung des Ministeriums für Staatssicherheit und des Bundesbeauftragten für die Unterlagen des Staatssicherheitsdienstes der ehemaligen DDR. Dort wurde er nach Veröffentlichung seiner Auffassung, wonach die IM-Tätigkeit des letzten Ministerpräsidenten der DDR Lothar de Maizière erwiesen sei, durch den Stasi-Sonderbeauftragten Joachim Gauck im März 1991 fristlos entlassen. Anfang 1990 initiierte er gemeinsam mit Armin Mitter den Unabhängigen Historikerverband, der sich gegen die etablierte Geschichtswissenschaft in der DDR richtete. Von 1991 bis 1997 war er wissenschaftlicher Assistent an der Humboldt-Universität, dann Stipendiat der Deutschen Forschungsgemeinschaft. Von 1998 bis 2000 war Stefan Wolle Referent bei der Bundesstiftung zur Aufarbeitung der SED-Diktatur, seit 2002 ist er Mitarbeiter des Forschungsverbundes SED-Staat der Freien Universität Berlin. Von 2005 bis 2024 war Stefan Wolle Wissenschaftlicher Leiter des DDR-Museums in Berlin.

## Schriften (Auswahl)
- Der große Plan. Alltag und Herrschaft in der DDR 1949–1961. Ch. Links, Berlin 2013, ISBN 978-3-86153-738-0.[5]
- Aufbruch nach Utopia. Alltag und Herrschaft in der DDR 1961–1971. Ch. Links, Berlin 2011, ISBN 978-3-86153-619-2 (Lizenzausgabe (= Bundeszentrale für Politische Bildung. Schriftenreihe. 1137). Bundeszentrale für Politische Bildung, Bonn 2011, ISBN 978-3-8389-0137-4; Rezension).
- Grundwissen DDR kompakt. DDR Museum Verlag, Berlin 2009, ISBN 978-3-939801-03-0.
- mit Jochen Staadt und Tobias Voigt: Feind-Bild Springer. Ein Verlag und seine Gegner. Vandenhoeck & Ruprecht, Göttingen 2009, ISBN 978-3-525-36381-2.[6]
- mit Jochen Staadt und Tobias Voigt: Operation Fernsehen. Die Stasi und die Medien in Ost und West. Vandenhoeck & Ruprecht, Göttingen 2008, ISBN 978-3-525-36741-4.
- Der Traum von der Revolte. Die DDR 1968. Ch. Links, Berlin 2008, ISBN 978-3-86153-469-3.
- Aufbruch in die Stagnation. Die DDR in den Sechzigerjahren (= Zeitbilder. 1). Bundeszentrale für politische Bildung, Bonn 2005, ISBN 3-89331-588-8.
- mit Hans-Hermann Hertle: Damals in der DDR. Der Alltag im Arbeiter- und Bauernstaat. Bertelsmann, München 2004, ISBN 3-570-00832-0 (Begleitbuch zur vierteiligen MDR-Fernsehdokumentation).
- mit Ilko-Sascha Kowalczuk: Roter Stern über Deutschland. Sowjetische Truppen in der DDR. Ch. Links, Berlin 2001, ISBN 3-86153-246-8.
- Die heile Welt der Diktatur. Alltag und Herrschaft in der DDR 1971–1989. Ch. Links, Berlin 1998, ISBN 3-86153-157-7.
- als Herausgeber mit Ilko-Sascha Kowalczuk und Armin Mitter: Der Tag X – 17. Juni 1953. Die „Innere Staatsgründung“ der DDR als Ergebnis der Krise 1952/54 (= Forschungen zur DDR-Geschichte. 3). Ch. Links, Berlin 1995, ISBN 3-86153-083-X.
- mit Armin Mitter: Untergang auf Raten. Unbekannte Kapitel der DDR-Geschichte. Bertelsmann, München 1993, ISBN 3-570-01216-6.
- Wladimir der Heilige. Rußlands erster christlicher Fürst. Verlags-Anstalt Union, Berlin 1991, ISBN 3-372-00305-5.
- als Herausgeber mit Armin Mitter: Ich liebe Euch doch alle! Befehle und Lageberichte des MfS, Januar – November 1989. BasisDruck, Berlin 1990, ISBN 3-86163-001-X.